# Nieczkino
Nieczkino (ros. Нечкино) – wieś (sieło) w Rosji, w Udmurcji, w rejonie sarapulskim. W 2010 liczyła 1070 mieszkańców.